# ۷۲۰پی

این نمودار کیفیت‌های رایج ویدئویی را نشان می‌دهد، ۷۲۰p با رنگ آبی نشان داده شده‌است.

720p به یک سیگنال پیشروی تلویزیون HD اشاره دارد که دارای ۷۲۰ پیکسل خط افقی و نسبت ۱۶:۹ می‌باشد. تمامی تلویزیون‌های اچ‌دی فرمت ۷۲۰p را پوشش می‌دهند که دارای تفکیک‌پذیری ۷۲۰×۱۲۸۰ پیکسل است که ۷۲۰ اشاره به خط پیکسل عمودی و ۱۲۸۰ اشاره به خط پیکسل افقی دارد. هنگام پخش این کیفیت با سرعت ۶۰ فریم بر ثانیه استانداردهای پخش ویدئویی دیجیتال (DVB) و ای‌تی‌اس‌سی (ATSC) را شامل می‌گردد.